# Z Nation
Z Nation és una sèrie de televisió dels Estats Units d'Amèrica del gènere de la comèdia, el terror de zombies i la ciència-ficció post-apocalíptics. S'estrenà al canal SyFy el 12 de setembre de 2014. Està produïda per The Asylum.

## Repartiment
- Harold Perrineau com a Mark Hammond, un soldat que escolta a Murphy.
- Keith Allan com a Murphy, una persona vacunada efectivament contra el virus que torna zombies als infectats.
- DJ Qualls com a Citizen Z, un vigilant de la National Security of America que ajuda als supervivents de l'apocalipsi zombie.[2]
- Tom Everett Scott, “Southland” com a Charles Garnett, líder d'un grup de supervivents.[3]

## Producció
Es característic de la sèrie tenir un pressupost molt baix (menys de 700.000 dòlars americans). A més, la primera temporada fou filmada a Spokane a causa dels impostos estatals de Washington, Nova York i Colorado. Molts dels extres són de Spokane.

## Rebuda
A The Guardian, el crític Brian Moylan, la criticà de manera absolutament negativa.